# Jinpachi Mishima
Jinpachi Mishima är en fiktiv figur i fighting-spelet Tekken av Namco. Jinpachi är ej spelbar i Tekken 5, han är bara med som slutboss. Han är mästare på kampsport, tränade ibland tillsammans med Armor King och Wang.

## Historia före Tekken 1
Jinpachi är Heihachis far och grundare av det världsomfattande konglomeratet Mishima Zaibatsu. Jinpachis bästa vän var Wang Jinrey och han var också vän med Armor King, alla de tre var i ungefär samma ålder. Kazuya är hans barnbarn, som han tränade och behandlade väldigt snällt till skillnad från Heihachi som var väldigt sträng och hård. Heihachi gillade inte att Jinpachi behandlade Kauyza så snällt som han gjorde. Han blev inspärrad under Hon-Maru i cirka 50 år efter att Heihachi stal Mishima Zaibatsu från honom. Det är oklart varför Heihachi stal konglomeratet från sin far och spärrade in honom. 

### Tekken 5
När Hon-Maru sprängdes i luften av Jack befriades äntligen Jinpachi och tog över Mishima Zaibatsu i Heihachis frånvaro och arrangerade en ny turnering.
I dialogen med Lei Wulong förklarar Jinpachi att han blev inspärrad av Heihachi under Hon-Maru och han överlevde flera år men så småningom dog han, och då kom en "sak" och tog över honom och återupplivade honom och gav honom demoniska krafter. Vad denna "sak" egentligen är, är okänt. Det kan vara Devil eller Ogre eller någon annan demon.

## Relationer
- Heihachi Mishima - son
- Kazuya Mishima - sonson
- Jin Kazama - barnbarnsbarn
- Wang Jinrey - vän
- Armor King -vän

## Kuriosa
- Jinpachi kan skjuta upp till sex stycken eldbollar på raken.
- Jinpachis onormala styrka och orättvisa och billiga taktik har gjort honom väldigt lik en SNK-boss. Jinpachi har blivit stämplad med "SNK boss syndromet", av fans, på grund av sina fega taktiker.
- Jinpachi dör i varje karaktärs slut i Tekken 5 förutom hans egna.